# Adansonia (tijdschrift)
Adansonia is een botanisch tijdschrift van het Muséum national d'histoire naturelle. Jaarlijks verschijnen twee nummers van het tijdschrift, dat is vernoemd naar botanicus Michel Adanson.  De hoofdredacteur is Thierry Deroin. Daarnaast maakt onder meer Porter Lowry deel uit van de redactie. Naast de redactie, is er een wetenschappelijk comité. Hiervan maken onder meer Pieter Baas, Richard Kenneth Brummitt en Peter Raven deel uit. 
Het is een peer reviewed tijdschrift dat zich richt op het in kaart brengen, de analyse en de interpretatie van de biodiversiteit van vaatplanten. Het tijdschrift richt zich op origineel botanisch onderzoek met betrekking tot  systematiek en verwante gebieden als morfologie, anatomie, ecologie, fylogenie en biogeografie. Artikels kunnen in het Engels of in het Frans worden gepubliceerd. 
Artikels die zijn gepubliceerd vanaf 2004, zijn vrij in te zien op de website. 